# Jarrell (Texas)
Jarrell è una città degli Stati Uniti d'America, situata nello Stato del Texas, nella Contea di Williamson.